# Wideografia Beyoncé
Beyoncé ma w swoim dorobku kilkadziesiąt wideoklipów muzycznych, będących efektem jej współpracy z różnymi reżyserami; sama wokalistka niekiedy odpowiadała za ich produkcję. Ponadto, na przestrzeni lat, Knowles rozwijała karierę aktorską, występując w licznych obrazach pełnometrażowych. Po raz pierwszy pojawiła się na ekranie w filmie muzycznym Carmen: A Hip Hopera (2001). Z kolei jej pierwszy solowy teledysk został nakręcony do utworu „Work It Out”, czyli ścieżki dźwiękowej z komedii Austin Powers i Złoty Członek (2002), w której Beyoncé wcieliła się w jedną z głównych ról. Wideoklip zawierał fragmenty filmu, zaś pozostałe sceny utrzymane były w klimacie disco lat 70. W okresie przerwy w działalności grupy Destiny’s Child, Knowles wydała swoją debiutancką płytę, Dangerously in Love (2003). Do pochodzącej z niej piosenki, „Crazy in Love”, powstał pierwszy oficjalny teledysk solowy artystki. W wideoklipach do ścieżek z tegoż albumu gościnnie pojawili się Jay-Z, Sean Paul oraz Usher.
W 2006 roku Knowles wystąpiła w dwóch filmach. Na potrzeby jednego z nich, Różowa Pantera, nagrała utwór „Check on It”, któremu towarzyszył utrzymany w kolorystyce różu teledysk. Drugi obraz z jej udziałem stanowił Dreamgirls, który wywarł duży wpływ na produkcję drugiej płyty solowej Beyoncé, B’Day (2006). Pierwszym singlem z albumu był „Déjà Vu”, nagrany z udziałem Jaya-Z. Oboje zagrali następnie w wideoklipie do ścieżki, który spotkał się z gwałtownymi reakcjami ze strony części odbiorców, naświetlających „nieprzyzwoite interakcje” pomiędzy Jayem-Z i Knowles. Z myślą o teledyskach związanych z B’Day, wokalistka wydała antologię wideo, stanowiącą kolekcję teledysków, które stworzono do wszystkich piosenek z albumu.
W 2008 roku w kinach zadebiutował kolejny film z udziałem Knowles, Cadillac Records, zaś na półkach sklepowych pojawił się nowy album studyjny artystki, I Am... Sasha Fierce. Z płyty pochodziły dwa wielkie hity, którym towarzyszyły równie znaczące teledyski. „If I Were a Boy” przedstawiał historię, w której Beyoncé zamieniła się rolami ze swoim partnerem, aby przekonać się, jak to jest być tą drugą stroną w związku. Wideoklip do „Single Ladies (Put a Ring on It)”, za sprawą swojej prostoty i minimalizmu, stanowił zupełne przeciwieństwo wysokobudżetowego poprzednika. Teledyskowi przypisano nawet „wywołanie pierwszego wielkiego szaleństwa tanecznego w nowym millennium i zarazem w erze Internetu”, jako że jego popularność zrodziła legion imitatorów i parodii w wykonaniach kobiet i mężczyzn z całego świata, którzy zamieszczali w serwisie YouTube własne wykonania choreografii do „Single Ladies (Put a Ring on It)”. Taniec z teledysku próbowały odtwarzać również osoby ze świata mediów, a w tym Justin Timberlake, Joe Jonas, Tom Hanks, a także Prezydent Stanów Zjednoczonych Barack Obama. Formułę „Single Ladies (Put a Ring on It)” powielał wideoklip do „Ego”, który stanowił ponadto debiut reżyserski Beyoncé. Rok 2009 wokalistka zakończyła rolą w filmie Obsesja, a także współpracą z Lady Gagą nad remiksem utworu „Video Phone” oraz jego teledyskiem.
Z kolei rok 2010 w karierze Knowles rozpoczął się od kolejnej kolaboracji muzycznej z Lady Gagą, tym razem nad trwającym 9:30 minut mini-filmem do piosenki „Telephone”. Kilka miesięcy później artystka pojawiła się gościnnie w utworze „Put It in a Love Song” Alicii Keys i nakręconym do niego wideoklipie, zarejestrowanym w brazylijskich fawelach. Ostatni teledysk promujący I Am... Sasha Fierce został opublikowany dwa lata po oficjalnej premierze płyty. Powstał do oryginalnie bonusowej ścieżki, „Why Don’t You Love Me”, i utrzymany był w klimacie lat 50. i 60.
W 2011 roku Beyoncé wydała swoją czwartą płytę solową, 4, będącą przełomową produkcją w jej dotychczasowej karierze. Wokalistka zdecydowała się bowiem na eksperymenty muzyczne, które odzwierciedlone zostały również w wideoklipach nakręconych do ścieżek z albumu.

## Lista wideoklipów
| Rok  | Utwór                              | Artysta                               | Reżyseria                                | Tematyka / notki |
| ---- | ---------------------------------- | ------------------------------------- | ---------------------------------------- | --- |
| 2000 | „I Got That”                       | Amil (feat. Beyoncé)                  | Darren Grant, Jay-Z                      | Możliwość kupowania luksusowych dóbr bez pomocy mężczyzn i ich pieniędzy. Gościnnie w teledysku pojawia się Eve. |
| 2002 | „Work It Out”                      | Beyoncé                               | Matthew Rolston                          | Pierwszy solowy wideoklip Knowles; inspirowany disco lat 70., zawiera fragmenty filmu Austin Powers i Złoty Członek. |
| 2002 | „’03 Bonnie & Clyde”               | Jay-Z (feat. Beyoncé)                 | Chris Robinson                           | Ówczesna wersja duetu Bonnie i Clyde; teledysk inspirowany filmem Prawdziwy romans (1993). |
| 2003 | „Crazy in Love”                    | Beyoncé (feat. Jay-Z)                 | Jake Nava                                | Wideoklip opiera się na sekwencjach tanecznych; wedle słów wokalistki, „celebruje ewolucję kobiety” |
| 2003 | „Dance with My Father”             | Luther Vandross                       | Diane Martel                             | Knowles pojawia się w teledysku gościnnie, tańcząc ze swoim ojcem, Matthew Knowlesem. |
| 2003 | „Baby Boy”                         | Beyoncé (feat. Sean Paul)             | Jake Nava                                | Wideoklip skupia się na sekwencjach tanecznych na plaży i w klubie na egzotycznej wyspie. |
| 2004 | „Fighting Temptation”              | Beyoncé, Missy Elliott, Free, MC Lyte | Antti Jokinen                            | Kolorowa sceneria, tematyka empowermentu kobiet; zawiera krótkie klipy z filmu Wojna pokus (2003), w którym wystąpiła Knowles. |
| 2004 | „Dirt off Your Shoulder”           | Jay-Z                                 | Dave Meyers                              | Knowles pojawia się w wideoklipie gościnnie. |
| 2004 | „Me, Myself and I”                 | Beyoncé                               | Johan Renck                              | Wideoklip ukazuje skutki rozstania; nakręcono również jego wersję alternatywną. |
| 2004 | „Naughty Girl”                     | Beyoncé                               | Jake Nava                                | „Wojna pokus” na występie w klubie jazzowym; Beyoncé tańczy i flirtuje z Usherem w klubie. |
| 2005 | „Check on It”                      | Beyoncé (feat. Slim Thug, Bun B)      | Hype Williams                            | Wideoklip utrzymany w różowej scenerii, nawiązującej do Różowej Pantery; zawiera wpływy lat 50. |
| 2006 | „A Woman Like Me”                  | Beyoncé                               | Shawn Levy                               | Wideoklip stanowi scenę wyciętą z obrazu Różowa Pantera (2006) i ukazuje Knowles śpiewającą na tle dwóch wokalistek wspierających/tancerek. Pełna wersja tego wykonania została wydana na DVD filmu. |
| 2006 | „Déjà Vu”                          | Beyoncé (feat. Jay-Z)                 | Sophie Muller                            | Egzotyczna moda i erotyczna choreografia. Część odbiorców uznała interakcje pomiędzy Jayem-Z a Knowles za „niestosowne”; ponadto, niektórzy fani wokalistki apelowali o nakręcenie innego teledysku, jako że ten miał być „niewystarczająco interesujący”.                                                           |
| 2006 | „Ring the Alarm”                   | Beyoncé                               | Sophie Muller                            | Historia morderstwa kochanka; Knowles informuje o tym czynie paparazzich, podobnie, jak miało to miejsce w musicalu Chicago. Wokalistka zostaje zamknięta w pokoju przesłuchań; wideoklip inspirowany jest filmem Nagi instynkt.                                                                                     |
| 2006 | „Irreplaceable”                    | Beyoncé                               | Anthony Mandler                          | Knowles wyrzuca z domu swojego byłego partnera, kiedy okazuje się, że ten ją zdradzał. Pierwszy wideoklip, który zawierał stroje marki House of Deréon. Nakręcono również wideoklip do hiszpańskojęzycznej wersji utworu, „Irreemplazable”.                                                                          |
| 2006 | „Listen” (wersja śpiewana)         | Beyoncé                               | Diane Martel                             | Materiał ze współczesnego wykonania „Listen” połączony ze scenami z Dreamgirls (2006). |
| 2006 | „Listen” (wersja Vogue)            | Beyoncé                               | Matthew Rolston                          | Fotografie z sesji zdjęciowej wymieszane z fragmentami filmu Dreamgirls. |
| 2006 | „One Night Only”                   | Beyoncé, Sharon Leal, Anika Noni Rose | Bill Condon                              | Knowles występująca na scenie z Sharon i Aniką jako The Dreamgirls/Deena Jones; wideoklip zawiera ponadto materiał z sesji zdjęciowych oraz sceny z filmu Dreamgirls. |
| 2007 | „Upgrade U”                        | Beyoncé (feat. Jay-Z)                 | Melina Matsoukas                         | Wideoklip poświęcony luksusowi i ekskluzywnym markom; w niektórych fragmentach Knowles wypowiada sekwencje Jaya-Z. |
| 2007 | „Beautiful Liar”                   | Beyoncé, Shakira                      | Jake Nava                                | Dwie wokalistki najpierw śpiewają na tle kontrastujących scenerii, a następnie tańczą wspólnie z niemalże identycznymi wizerunkami. |
| 2007 | „Kitty Kat”                        | Beyoncé                               | Melina Matsoukas                         | Stroje i makijaż w cętkowe wzory oraz obecność dużych kotów. |
| 2007 | „Green Light”                      | Beyoncé                               | Melina Matsoukas                         | Białe tło, skórzane stroje i szaleństwo wokół butów na obcasach; wideoklip inspirowany teledyskiem Roberta Palmera do utworu „Addicted to Love”. |
| 2007 | „Flaws and All”                    | Beyoncé                               | Cliff Watts, Beyoncé                     | Stonowany, nakręcony w monochromatycznym formacie wideoklip o małej rozdzielczości. Ukazuje Beyoncé w naturalnym, spontanicznym świetle. |
| 2007 | „Get Me Bodied”                    | Beyoncé                               | Anthony Mandler                          | Zabawa z przyjaciółmi w modnym klubie; w wideoklipie wystąpiły Kelly Rowland, Michelle Williams i Solange. Zawiera wpływy lat 60. i jest inspirowany filmem Słodka Charity (1969). |
| 2007 | „Freakum Dress”                    | Beyoncé                               | Ray Kay                                  | Światła neonów i metaliczne stroje; Beyoncé jako modelka, której wybiegiem jest klub. Kobiety różnych ras, rozmiarów, kształtów i wieków w kolorowych sukienkach. |
| 2007 | „Suga Mama”                        | Beyoncé                               | Melina Matsoukas                         | Prowokacyjny taniec i zachowania; wideoklip monochromatyczny. |
| 2007 | „Still in Love (Kissing You)”      | Beyoncé                               | Cliff Watts                              | Czarno-białe fotografie, które zrobiono na plażach Malibu po skompletowaniu sesji zdjęciowej do magazynu Sports Illustrated. Wideoklip został wycofany po pozwie sądowym ze strony Des’ree. |
| 2008 | „If I Were a Boy”                  | Beyoncé                               | Jake Nava                                | Zamiana miejsc w związku kobiety i mężczyzny; naświetlenie postaw mężczyzn, które krzywdzą kobiety. Nakręcono również wideoklip do hiszpańskojęzycznej wersji utworu, „Si Yo Fuera un Chico”. |
| 2008 | „Single Ladies (Put a Ring on It)” | Beyoncé                               | Jake Nava                                | Prosta scenografia i oryginalna choreografia; wideoklip monochromatyczny |
| 2008 | „Diva”                             | Beyoncé                               | Melina Matsoukas                         | Modne stroje i różne typy choreografii w scenerii starego magazynu; wideoklip monochromatyczny. Wideoklip zawiera zapowiedź „Video Phone”. |
| 2008 | „Halo”                             | Beyoncé                               | Philip Andelman                          | Delikatna, subtelna sceneria, ilustrująca miłość pomiędzy Knowles i jej partnerem, granym przez Michaela Ealy’ego. W 2010 roku opublikowana została alternatywna wersja wideoklipu do piosenki. |
| 2008 | „At Last”                          | Beyoncé                               | Darnell Martin                           | Beyoncé jako Etta James; wideoklip zawiera sceny z filmuCadillac Records (2008), w którym zagrała Knowles. |
| 2009 | „Ego”                              | Beyoncé                               | Beyoncé, Frank Gatson                    | Choreografia na tle brukowanej ściany; debiut reżyserski Knowles. Stworzono dwie alternatywne wersje wideoklipu – jedną do remiksu utworu, nagranego z udziałem Kanye Westa; drugą stanowiącą ekskluzywne wydanie dla fanów.                                                                                         |
| 2009 | „Broken-Hearted Girl”              | Beyoncé                               | Sophie Muller                            | Spacer po plaży i wspomnienia chwil spędzonych z dawnym ukochanym; naturalna, delikatna charakteryzacja i sceneria. |
| 2009 | „Sweet Dreams”                     | Beyoncé                               | Adria Petty                              | Piękny koszmar Beyoncé. |
| 2009 | „Video Phone”                      | Beyoncé (feat. Lady Gaga)             | Hype Williams                            | Firing Knowles i Gaga jako współczesne amorki miłości, futurystyczna broń zamiast łuku i strzał. Początek wideoklipu inspirowany filmem Wściekłe psy |
| 2010 | „Telephone”                        | Lady Gaga (feat. Beyoncé)             | Jonas Åkerlund                           | Kontynuacja wideoklipu do „Paparazzi”. Knowles odbiera Gagę z więzienia, a następnie morduje jej kochanka, granego przez Tyrese’a Gibsona. Teledysk oddaje hołd filmom Kill Bill (2003, 2004), Więzienna gorączka (1974) i Pulp Fiction (1994); gościnnie pojawiają się w nim członkowie grupy Semi Precious Weapons |
| 2010 | „Put It in a Love Song”            | Alicia Keys (feat. Beyoncé)           | Melina Matsoukas                         | Wideoklip nie miał swojej oficjalnej premiery; utrzymany w klimacie brazylijskiego karnawału, został nakręcony w fawelach Rio de Janeiro. |
| 2010 | „Why Don’t You Love Me”            | Beyoncé                               | Melina Matsoukas, Beyoncé                | Wideoklip inspirowany latami 50. i 60., ukazuje Knowles jako „B.B. Homemaker”, wykonującą różne domowe czynności. Teledysk nawiązuje do postaci Betty Draper. |
| 2011 | „Move Your Body”                   | Beyoncé                               | Melina Matsoukas                         | Wideoklip nagrany na potrzeby kampanii „Let’s Move!”, ukazuje wokalistkę w roli Professor B, która wykonuje wraz z uczniami choreografię autorstwa Franka Gatsona. |
| 2011 | „Run the World (Girls)”            | Beyoncé                               | Francis Lawrence                         | Artystka stoi na czele armii 200 tancerzy, rozpoczynając kobiecą rewolucję. W wideoklipie pojawiają się liczne zwierzęta, łącznie z lwami i hienami. |
| 2011 | „Best Thing I Never Had”           | Beyoncé                               | Diane Martel                             | Knowles przygotowując się do własnego ślubu wspomina swój szkolny bal promocyjny, podczas którego została porzucona przez ówczesnego chłopaka, by następnie pójść do ołtarza ze wspaniałym mężczyzną. |
| 2011 | „1+1”                              | Beyoncé                               | Beyoncé Knowles, Laurent Briet, Ed Burke | Wideoklip eksperymentuje z psychodelicznymi efektami wizualnymi i innowacyjnym oświetleniem. |
| 2011 | „Countdown”                        | Beyoncé                               | Adria Petty, Beyoncé                     | Teledysk inspirowany szeregiem filmów, musicali i legend z okresu lat 50., 60., 70., 80. i 90., włączając w to Audrey Hepburn, Michaela Jacksona, Patricię Field, The Beatles, Dreamgirls, Fame, Twiggy, Flashdance i Annę Teresę De Keersmaeker.                                                                    |
| 2011 | „Love on Top”                      | Beyoncé                               | Ed Burke, Beyoncé                        | Knowles śpiewa „Love on Top” w towarzystwie pięciu tancerzy w studio z widokiem na panoramę Nowego Jorku; wideoklip inspirowany dokonaniami grupy New Edition. |
| 2011 | „Party”                            | Beyoncé (feat. J. Cole)               | Beyoncé, Alan Ferguson                   | Beyoncé organizuje z przyjaciółmi imprezę w kolorowej, utrzymanej w stylu retro scenerii osiedla kempingowego; gościnnie w wideoklipie pojawiają się Kelly Rowland i Solange Knowles |
| 2011 | „Dance for You”                    | Beyoncé                               | Beyoncé, Alan Ferguson                   | Beyoncé tańczy przed mężczyzną w formalnym stroju; teledysk inspirowany erą kina z lat 40. |
| 2012 | „I Was Here”                       | Beyoncé                               | Kenzo Digital, Sophie Muller             | Wideoklip nakręcony w siedzibie Zgromadzenia Ogólnego ONZ w Nowym Jorku na potrzeby globalnych obchodów Światowego Dnia Pomocy Humanitarnej, inicjowanych przez Biuro ds. Koordynacji Pomocy Humanitarnej (OCHA). |

## Pozostałe wideoklipy
- „Happily Ever After” (1999) – teledysk wokalisty Case’a, w którym gościnnie pojawiła się Knowles, grając jego ukochaną.
- „Welcome to Hollywood” (2007) – wideoklip do utworu składał się z koncertowych wykonań ścieżki, zarejestrowanych podczas trasy The Beyoncé Experience.
- „Sing a Song” (2009) – teledysk promujący film animowany Wow! Wow! Wubbzy!: Wubb Idol, w którym Beyoncé udzieliła głosu postaci Shine.

## DVD
| 2004                                               | Live at Wembley - Wydany: 27 kwietnia 2004 - Format: CD/DVD                                           | 17 | 2  | 5 | 7  | 59 | 9 | –  | 8  | – | –  | - 2× Platyna (264 000+) - 2× Platyna (30 000+) - Złoto (10 000+) - Platyna (15 000+)                           |
| 2006                                               | The Ultimate Performer - Wydany: 26 listopada 2006 - Format: DVD                                      | –  | –  | – | –  | –  | – | 13 | –  | – | –  | |
| 2007                                               | B’Day Anthology - Wydany: 3 kwietnia 2007 - Format: DVD                                               | 24 | –  | – | –  | –  | – | –  | –  | – | –  | - 2× Platyna (200 000+)                                                                                        |
| 2007                                               | The Beyoncé Experience Live - Wydany: 20 listopada 2007 - Format: DVD                                 | 2  | 14 | – | –  | –  | 9 | 9  | 9  | 2 | 12 | - 3× Platyna (380 000+) - 2× Platyna (100 000+) - 2× Platyna (30 000+) - Złoto (10 000+)                       |
| 2009                                               | I Am... Yours: An Intimate Performance at Wynn Las Vegas - Wydany: 24 listopada 2009 - Format: CD/DVD | 1  | –  | – | 11 | 3  | – | –  | 6  | 4 | 7  | - 2× Platyna (200 000+) - Platyna (15 000+)                                                                    |
| 2010                                               | I Am... World Tour - Wydany: 26 listopada 2010 - Format: CD/DVD                                       | 1  | 5  | – | 6  | –  | – | 5  | –  | 1 | 15 | - 2× Platyna (200 000+) - Platyna (15 000+) - Platyna (30 000+) - Złoto (5 000+)                               |
| 2011                                               | Live at Roseland: Elements of 4 - Wydany: 21 listopada 2011 - Format: CD/DVD                          | 2  | 8  | – | 3  | 10 | 8 | 2  | 62 | 1 | 4  | - Platyna (edycja deluxe, 100 000+) - Złoto (edycja standardowa, 50 000+) - Platyna (15 000+) - Złoto (5 000+) |
| „–” oznacza, że album nie zajął miejsc na listach. | |    |    |   |    |    |   |    |    |   |    | |

## Filmografia

### Kino
| Rok  | Film                          | Postać          | Notki |
| ---- | ----------------------------- | --------------- | --- |
| 2002 | Austin Powers i Złoty Członek | Foxxy Cleopatra | Nominacja – Black Reel Award for Best Breakthrough Performance Nominacja – MTV Movie Award for Best Breakthrough Performance |
| 2003 | Wojna pokus                   | Lilly           | Nominacja – Black Reel Award for Best Actress Nominacja – NAACP Image Award for Outstanding Actress in a Motion Picture |
| 2006 | The Pink Panther              | Xania           | rola drugoplanowa |
| 2006 | Dreamgirls                    | Deena Jones     | Nominacja – Golden Globe Award for Best Actress – Motion Picture Musical or Comedy Nominacja – MTV Movie Award for Best Performance – Female Nominacja – Black Reel Award for Best Actress Nominacja – NAACP Image Award for Outstanding Actress in a Motion Picture Nominacja – Satellite Award for Best Actress – Motion Picture Musical or Comedy |
| 2008 | Cadillac Records              | Etta James      | Black Reel Award for Best Ensemble Nominacja – NAACP Image Award for Outstanding Supporting Actress in a Motion Picture Nominacja – Satellite Award for Best Supporting Actress – Motion Picture |
| 2009 | Obsesja                       | Sharon Charles  | MTV Movie Award for Best Fight |
| 2013 | Narodziny gwiazdy             | Esther Blodgett | główna rola |
| 2013 | Tajemnica zielonego królestwa | królowa Tara    | główna rola, głos |

### Telewizja
| Rok  | Film                         | Rola         | Notki |
| ---- | ---------------------------- | ------------ | --- |
| 1998 | Inny w klasie                | ona sama     | „A Date with Destiny” (seria 3., odcinek 10.) |
| 2000 | Sławny Jett Jackson          | ona sama     | „Backstage Pass” (seria 3., odcinek 16.) |
| 2001 | Carmen: A Hip Hopera         | Carmen       | główna rola, film telewizyjny |
| 2003 | All of Us                    | ona sama     | „Kindergarten Confidential” (seria 1., odcinek 4.) |
| 2007 | My Night at the Grammys      | ona sama     | film telewizyjny |
| 2009 | Wow! Wow! Wubbzy!            | Shine (głos) | „Wubbzy’s Big Makeover/The Big Wuzzlewood” (seria 2., odcinek 22.) „Wubb Girlz Rule!/Wuzzleburg Idol” (seria 2., odcinek 19.) „Bye Bye Wuzzleburg/Wubbzy’s Wacky Journey” (seria 2., odcinek 20.) „Lights, Camera, Wubbzy!/A Wubbstar Is Born” (seria 2., odcinek 23.) |
| 2009 | Wow! Wow! Wubbzy!: Wubb Idol | Shine (głos) | film telewizyjny |

### Reklamy
| Rok  | Marka/produkt              | Notki |
| ---- | -------------------------- | --- |
| 2001 | Pepsi                      | Beyoncé jako współczesna Carmen z opery Carmen. |
| 2003 | Pepsi                      | Reklama w stylu samurajów, z Jennifer Lopez i Davidem Beckhamem. |
| 2003 | Tommy Hilfiger             | Reklama zapachu True Star. |
| 2004 | Pepsi                      | Reklama w stylu gladiatorskim, z Britney Spears i P!nk. |
| 2005 | Wal-Mart                   | Reklama sezonu świątecznego w Wal-Mart, z Destiny’s Child. |
| 2007 | American Express           | Reklama, w której pojawiła się również matka wokalistki, Tina Knowles, została nakręcona przez słynną fotografkę, Annie Leibovitz. |
| 2007 | Samsung                    | Reklama telefonu Samsung F300. |
| 2007 | L’Oréal                    | Reklama podkładów L’Oréal Infallible. |
| 2007 | Emporio Armani             | Reklama zapachu Emporio Armani Diamonds; wokalistka nagrała na jej potrzeby własną wersję klasyka Marilyn Monroe „Diamonds Are a Girl’s Best Friend” (1949) |
| 2008 | American Express           | Reklama kart płatniczych AE, w której Knowles pojawiła się u boku Ellen DeGeneres. |
| 2008 | L’Oréal                    | Reklama farb do włosów L’Oréal Feria Hair Color, w której pojawiła się również siostra wokalistki, Solange. Ukazywała Knowles w blond włosach i kolorze skóry, który New York Post określił mianem „szokującego”. Część mediów uznała, że jej skóra została rozjaśniona w programach do obróbki graficznej. Podczas gdy sama artystka nie skomentowała tych doniesień, oficjalne oświadczenie wydał przedstawiciel marki L’Oréal, twierdząc: „Wysoce cenimy naszą współpracę z panią Knowles. Kategorycznie zaprzeczamy, jakoby L’Oréal Paris miała retuszować jakiekolwiek cechy jej wyglądu oraz kolor skóry.” |
| 2009 | L’Oréal                    | Reklama podkładu L’Oréal True Match, w której Knowles pojawiła się z Evą Longorią i Elizabeth Banks. |
| 2009 | Crystal Geyser             | Reklama wody mineralnej Crystal Geyser, w której wystąpiła Knowles; jako podkład muzyczny wykorzystano utwór „Sweet Dreams”. |
| 2009 | Nintendo                   | Wokalistka wystąpiła w reklamie Nintendo DSi i gry muzycznej Rhythm Heaven. |
| 2009 | Helping Hand               | Reklama kampanii „Show Your Helping Hand”, której celem była pomoc organizacji Feeding America w dostareczeniu ponad 3,5 miliona posiłków lokalnym bankom żywności. |
| 2010 | Style Savvy/Style Boutique | Wokalistka wystąpiła w dwóch reklamach gry o modzie Style Savvy na Nintendo DS i Nintendo DSi; w grze pojawiło się pięć projektów pochodzących z prawdziwej kolekcji marki Deréon, zaprojektowanych przez Beyoncé i jej matkę, Tinę. |
| 2010 | Vizio                      | Reklama telewizorów Vizio LCD HDTV z połączeniem do Internetu, wyreżyserowana przez Wally’ego Pfistera. Miała premierę podczas Super Bowl XLV |
| 2010 | Heat                       | Reklama pierwszych perfum sygnowanych przez Knowles, Heat; na jej potrzeby wokalistka nagrała cover utworu „Fever”. |
| 2010 | Vizio                      | Reklama telewizorów Vizio LCD HDTV z Knowles w reżyserii Jake’a Navy; za podkład muzyczny posłużył utwór z jej repertuaru, „Why Don’t You Love Me”. |
| 2010 | C&A                        | Reklama kolekcji ubrań Deréon dla C&A. |
| 2010 | L’Oréal                    | Reklama błyszczyków L’Oréal Infallible. |
| 2011 | L’Oréal                    | Reklama farby do włosów L’Oréal Féria; podkład muzyczny stanowił utwór „Naughty Girl”. |
| 2011 | Target Corporation         | Reklama promująca ekskluzywną edycję deluxe albumu 4, dostępną wyłącznie w sklepach sieci Target Corporation; podkład muzyczny stanowiły piosenki „1+1” i „Countdown”. |